# St. Philomena’s Church

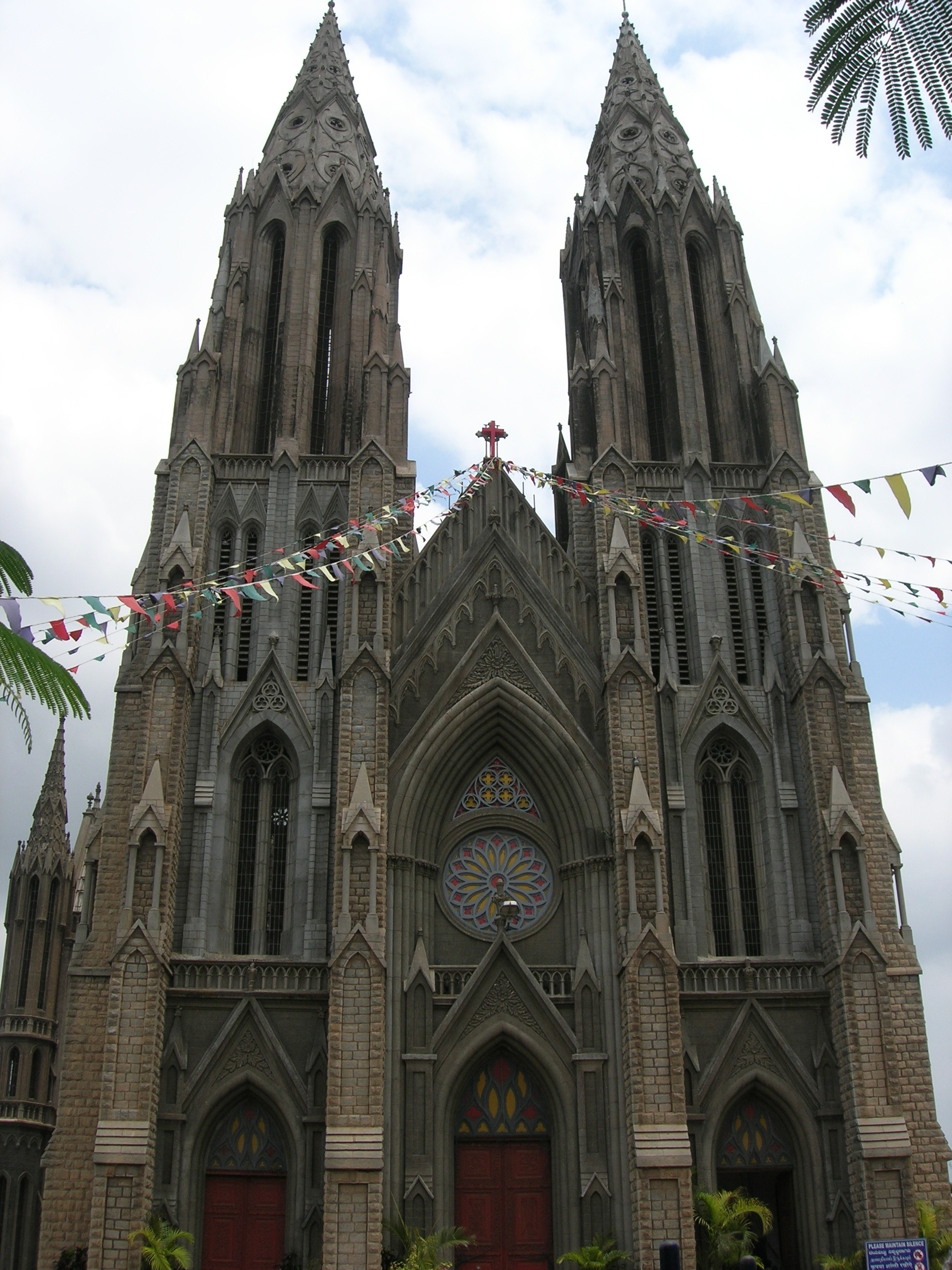
Dom zur Heiligen Philomena in Mysuru

St. Philomena’s Church, deutsch die St.-Philomena-Kirche, ist eine römisch-katholische Kirche in Mysuru (Mysore) im Bistum Mysore, Indien. Sie wurde im Jahr 1936 im neugotischen Stil in Anlehnung an den Kölner Dom erbaut.

## Kirchenpatronin
Die heilige Philomena von Rom war der Überlieferung zufolge eine griechische Prinzessin, die im Jahre 302 während der Christenverfolgung unter Diokletian enthauptet wurde.

## Geschichte
An Stelle des heutigen Baus wurde im Jahr 1843 vom damaligen Maharadscha Mummadi Krishnaraja Wodeyar eine Kirche erbaut. Im Jahr 1926 konnte Thamboo Chetty, der Sekretär des Maharadschas von Mysore, eine Reliquie der Heiligen beschaffen, die er von Peter Pisani, dem Apostolischen Delegaten von Ostindien, erhielt. Diese Reliquie wurde dem katholischen Geistlichen Cochet übergeben, der den Maharadscha bat, ihn beim Bau einer Kirche zu Ehren der heiligen Philomena zu unterstützen.

## Baustil
Die Kirche wurde von dem Franzosen Daly im neugotischen Stil entworfen.
Der Grundriss hat die Form eines lateinischen Kreuzes. In der Krypta befindet sich eine Statue der heiligen Philomena. Die Türme haben eine Höhe von 53 m und ähneln den Türmen des Kölner Domes bzw. der St.-Patrick-Kathedrale in New York. Im Hauptschiff ist Platz für bis zu 800 Menschen. Die Darstellungen auf den Kirchenfenstern zeigen die heilsgeschichtlichen Ereignisse der Geburt, des Letzten Abendmahles, der Kreuzigung, der Auferstehung und der Himmelfahrt Christi.